# Kenaf
Kenaf je rostlinné vlákno získávané ze stonků ibišku konopovitého (Hibiscus cannabinus). 

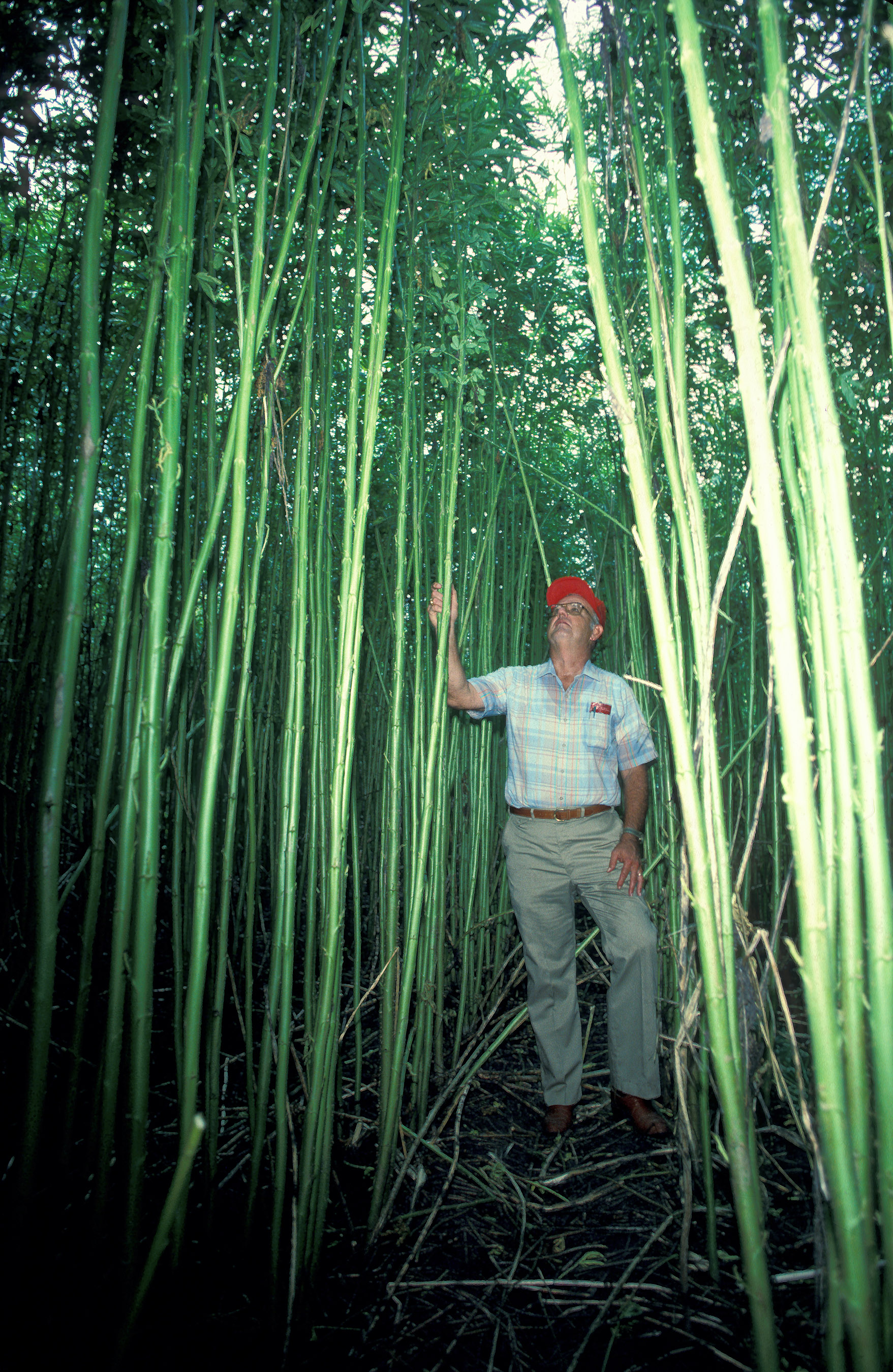
Stonky kenafu před sklizní

## Z historie kenafu
Rostlina byla kultivována asi 4000 let před n. l. v Africe. Na začátku 18. století byla v Indii zaznamenána výroba textilií z kenafových vláken ke komerčním účelům. V 21. století se pěstováním kenafu zabývá asi 20 zemí (především v Asii), ve světě se pro kenaf používá na 120 různých označení (nepravá juta, bombajské konopí, mesta atd). Rekordní celosvětová produkce kenafu byla zaznamenána s 2,3 miliony tun v roce 1985, do období 2011/2012 se snížila až na 284 000 tun (z toho 60 % Pákistán a 26 % Čína).

## Vlastnosti
Porovnání některých důležitých vlastností juty a kenafu:
| Druh vlákna | délka mm | průměr µm | pevnost MPa | navlhavost % | obsah celulózy % | obsah ligninu % |
| juta        | 2-5      | 15-20     | 200-450     | 23           | 51-84            | 5-13            |
| kenaf       | 3-4      | 15-19     | 295-1191    | 10-20        | 44-57            | 15-19           |

Fyzikální vlastnosti v tabulce se vztahují na elementární vlákna. U obou druhů rostlin se tvoří tzv. technická vlákna s délkou až 2 metry z více než 10 elementárních vlákének slepených ligninem. Kenaf se dá pěstovat i v horších klimatických podmínkách (teplota, vlhkost) než juta. Ostatní fyzikální vlastnosti jsou u kenafu a juty téměř identické.

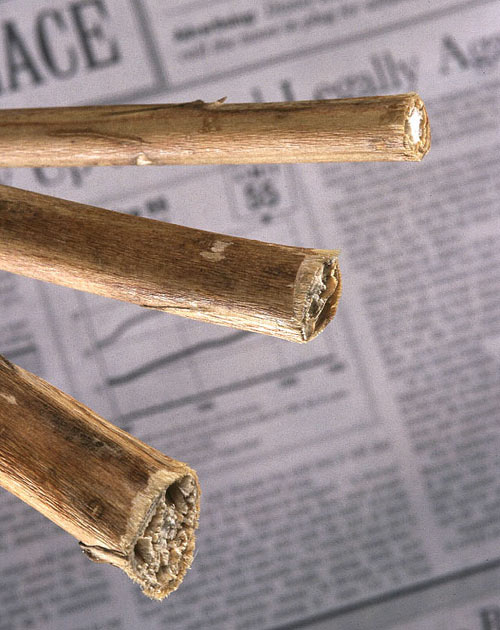
Vyzrálé stonky kenafu

## Pěstování a sklizeň
Stonky, ze kterých se dá použít až 20 % jako textilní surovina (2-4 t/ha), vyrůstají v tropických podmínkách během 4-5 měsíců na délku 2-3 metry. Na začátku 21. století se sklizeň provádí většinou stále ještě ručně. Stonky se sekají mačetou, po 7-14 dnech máčení ve vodě se odděluje lýková vláknina od dřeviny, zbytky lýka se strhávají z dřevitého jádra ruční škrabkou. Nejkvalitnější vlákna se získávají na začátku období květu rostlin.
Dosavadní pokusy s mechanizací sklizně a chemizací při oddělování vláken od dřeviny nepřinesly pozitivní výsledky, zejména s ohledem na pevnost vláken.
V posledních letech 20. století se část kenafových stonků začala používat jako surovina pro papírenství a jiné netextilní výroby. Sklizeň se provádí většinou s pomocí strojů (např. stroje na zpracování cukrové třtiny), lýko se spolu s dřevinou drtí na speciálních strojích.

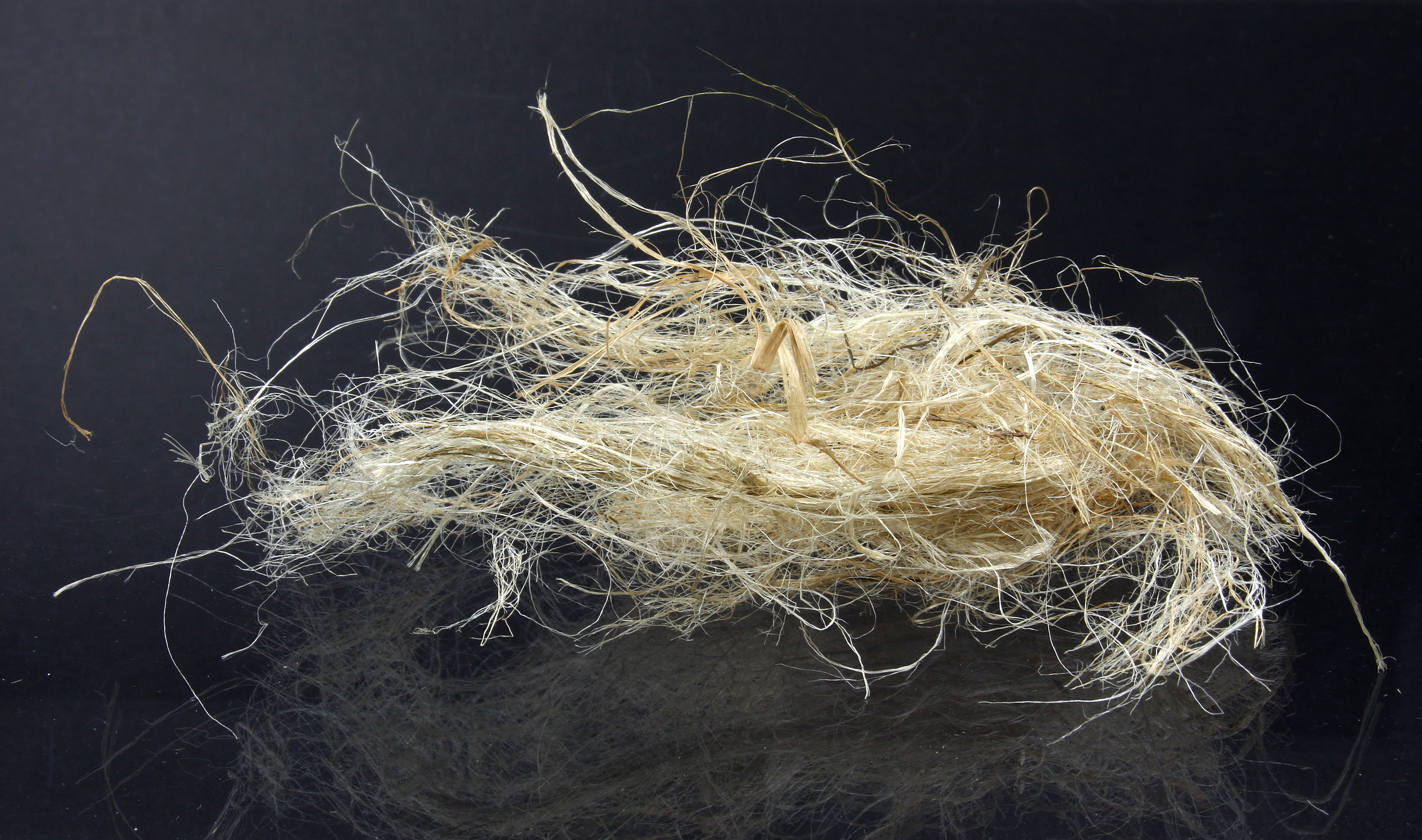
Rozvolněná technická vlákna kenafu

## Textilní zpracování kenafu
Tradiční způsob zpracování kenafu na přízi je velmi podobný spřádání juty, tj. s výrobními stupni: máčení - lámání - 2 pasáže válcových mykacích strojů – 3 pasáže protahovaček - dopřádání.
Od posledních letech 20. století se provádějí pokusy s výrobou směsových přízí z kenafu a bavlny, které se dají použít na oděvní textilie. Zpracování kenafu pro tyto účely má být sice levnější než stejné pokusy s jutou, výsledné příze však mají několikanásobně vyšší nestejnoměrnost oproti výrobkům z čisté bavlny.

V prvních letech 21. století se zabývala řada výzkumných prací použitím kenafových vláken ke zpevnění kompozitních materiálů s cílem nahradit dražší skleněná vlákna používaná k tomuto účelu. 

## Použití kenafu
Vedle tradičních textilních výrobků jako jsou lana, hrubé tkaniny, izolační materiál se od konce 20. století kenafová vlákna používají také na zpevnění kompozitů, na netkané textilie (stavební membrány, textilní sorbenty) aj.
Velká část kenafových vláken se používá od začátku 21. století ve formě drti k výrobě vysoce kvalitního papíru. Údaje o vyráběném množství nejsou publikovány.